# Iron Mike

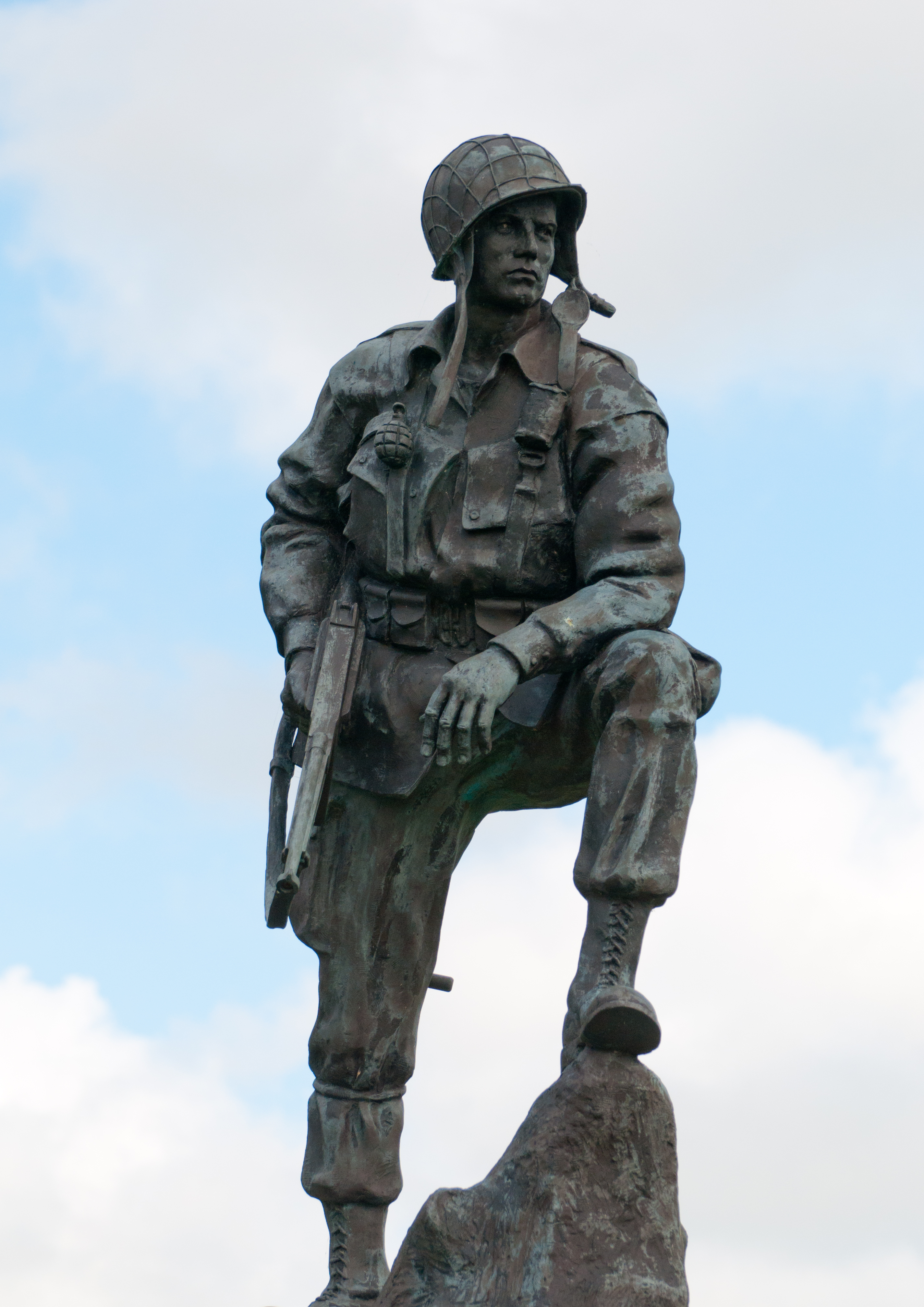
Estatua Iron Mike junto al puente de La Fiere en Normandía, Francia.

Iron Mike es el nombre de facto de varios monumentos que conmemoran a los militares de los Estados Unidos. El término «Iron Mike» es un término de jerga exclusivamente estadounidense que se usa para referirse a hombres que son especialmente duros, valientes e inspiradores; originalmente era un término náutico para una brújula giroscópica, utilizada para mantener un barco en un rumbo inquebrantable. Debido a que el uso del término de jerga fue popular en la primera mitad del siglo XX, muchas estatuas de ese período adquirieron el apodo de «Iron Mike» y, a lo largo de las generaciones, los títulos que los artistas dieron a las estatuas se olvidaron en gran medida. Incluso las publicaciones militares oficiales y los textos escolares tienden a preferir el apodo a los títulos originales.

## Quantico, Virginia

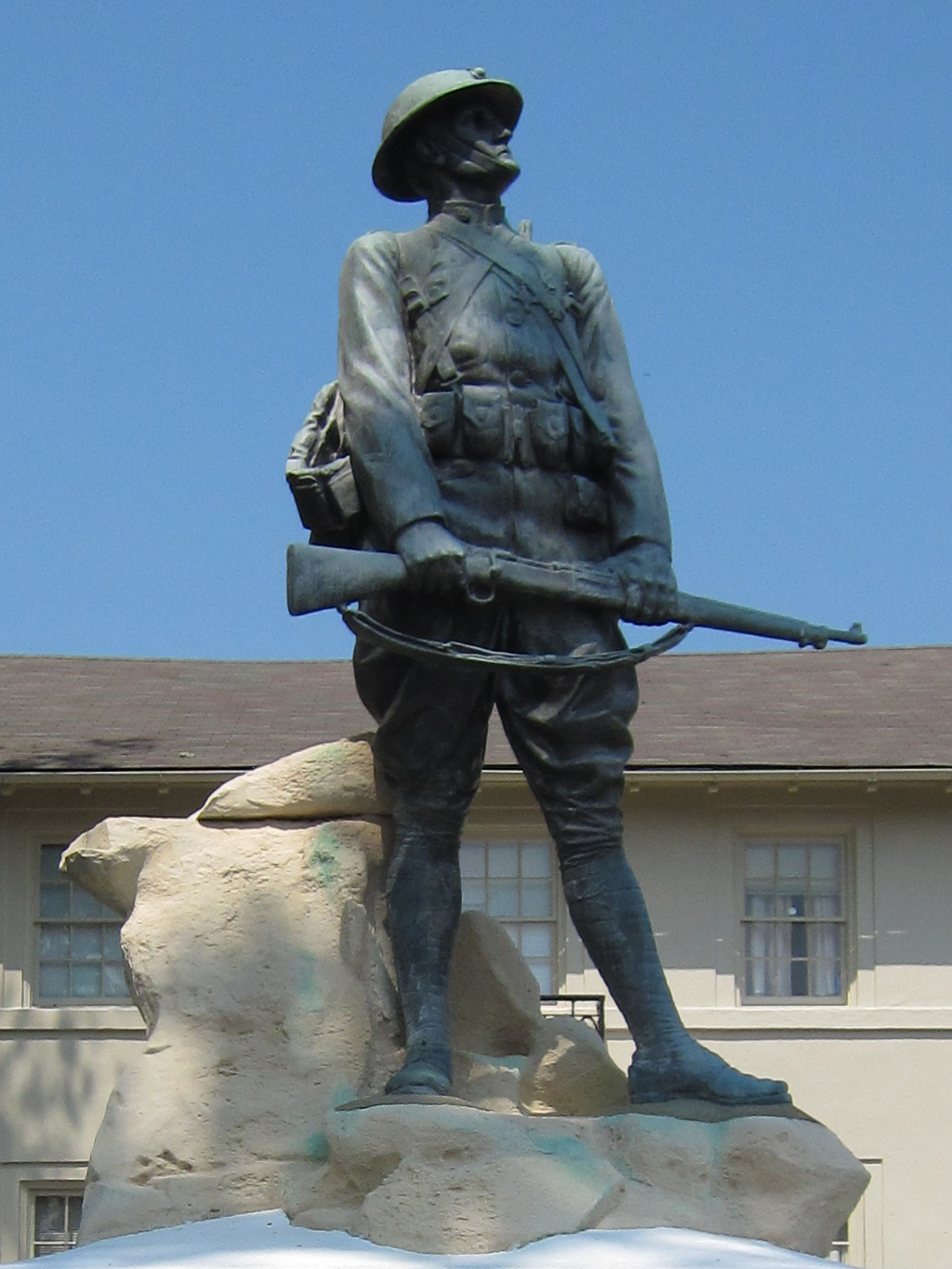
Crusading for Right (1918) en la base del Cuerpo de Marines de los Estados Unidos en Quantico, Virginia.

El Iron Mike de Quantico, Virginia, se titula oficialmente Crusading for Right (Cruzada por el derecho, en español). Representa a un marine de la Primera Guerra Mundial sosteniendo un rifle Springfield de 1903 y llevando una mochila con una bayoneta.
Al final de la guerra, el general del ejército estadounidense John J. Pershing encargó al escultor francés Charles Raphaël Peyre (a veces referido como Raphael Charles, 1872-1949) que conmemorara el servicio de los infantes o «doughboys» del ejército estadounidense. El escultor, sin darse cuenta de las diferencias entre las ramas del servicio, utilizó un soldado raso de los Marines como modelo e incluyó las insignias del águila, el globo y el ancla de este cuerpo en el casco. Cuando Pershing vio la estatua terminada, insistió en que se quitara la insignia. El artista no permitió que se censurara su obra, por lo que el ejército se negó a comprar la estatua.[cita requerida]
Finalmente, el general del Cuerpo de Marines, Smedley Butler, recaudó suficiente dinero para comprar la estatua y la instaló frente al edificio de la sede en la Base del Cuerpo de Marines de Quantico, Virginia. La estatua se comenzó a construir en 1918 y se exhibió por primera vez en la Exposición de Bellas Artes del Grand Palaise des Champs-Élysées, en París, en mayo de 1919. Los oficiales y alistados del Cuerpo de Marines dinero para comprar la estatua, y se ubicó frente a la sede de la base, edificio 1019, en Quantico, Virginia, a unas 75 millas del Distrito de Columbia y un poco fuera de la ruta turística. Se erigieron tres tablillas en memoria de los oficiales y hombres del 6.º Batallón de Ametralladoras, el 5.º Regimiento y el 6.º Regimiento de Marines de los Estados Unidos, «que dieron la vida por su país en la Guerra Mundial en 1918» por Thomas Roberts Reath, Marine Post n.º 186, American Legion, el 10 de noviembre de 1921. El 8 de diciembre de 1921 se dedicó la estatua.
Hoy en día, la estatua original se encuentra en la base de Quantico del Cuerpo de Marines frente a Butler Hall, sede del Comando de Educación y Entrenamiento del Cuerpo de Marines. Una reproducción con el nombre «Iron Mike» en su pedestal se encuentra frente al Museo Nacional del Cuerpo de Marines en Triangle, Virginia.

## Belleau, Francia

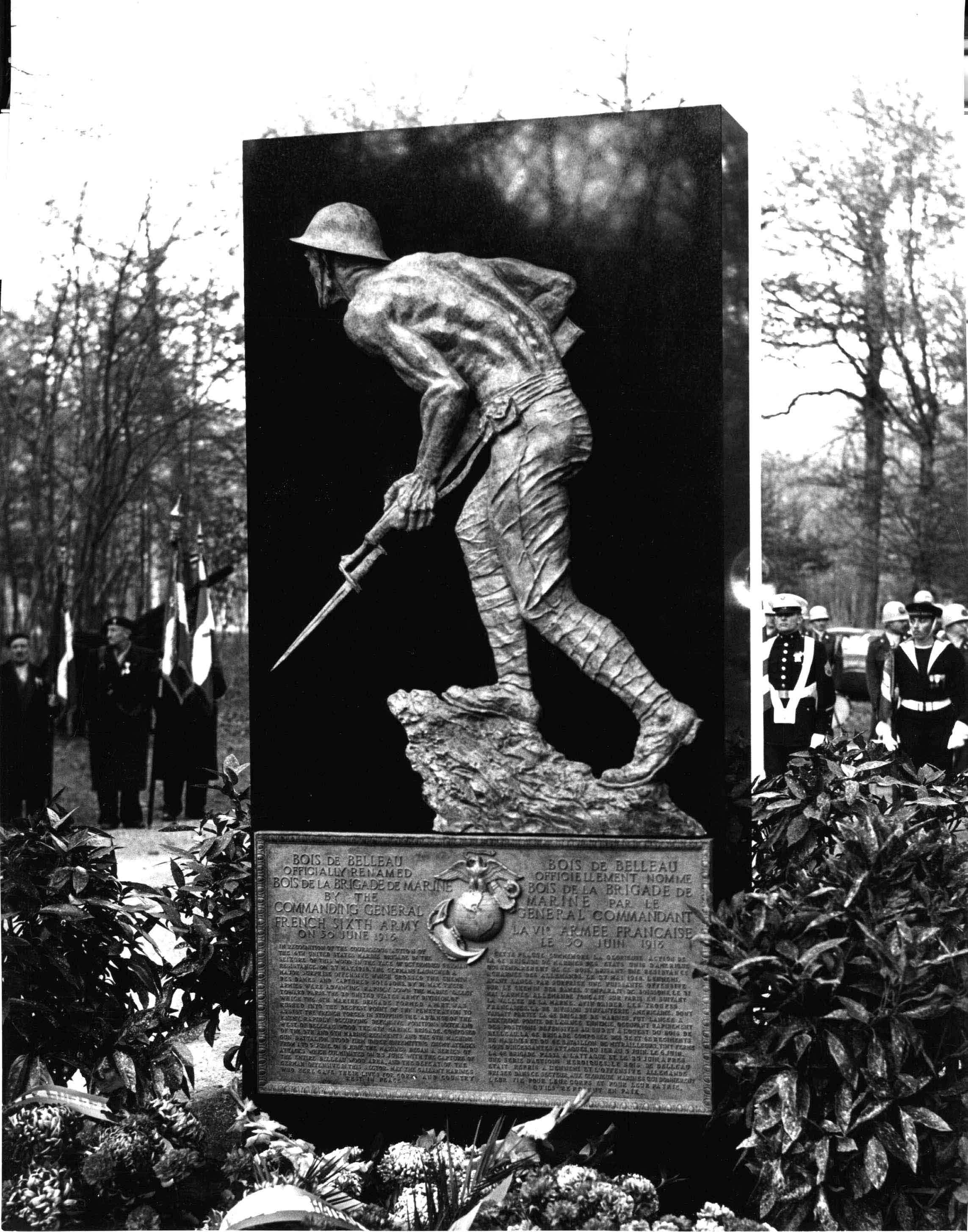
Monumento conmemorativo dedicado a los Marines en el bosque de Belleau, Francia.

El Iron Mike en el cementerio y monumento estadounidense de Aisne-Marne en el campo de batalla del bosque de Belleau es un relieve de bronce sobre granito, titulado sencillamente The Marine Memorial. Fue esculpido por Felix Weihs de Weldon, el artista que había diseñado anteriormente el gigantesco Memorial de Guerra del Cuerpo de Marines en Washington, D. C. El monumento fue erigido en el corazón del bosque para honrar al 5º y 6º Regimiento de Marines de la 4ª Brigada de Marines que luchó allí durante veinte días en junio de 1918. Dedicado el 18 de noviembre de 1955, este Iron Mike es el único monumento en Europa dedicado exclusivamente a los Marines de los Estados Unidos.
Debajo de la estatua hay una placa conmemorativa con una gran águila, un globo terráqueo y un ancla, símbolo del Cuerpo de Marines de los Estados Unidos. La placa incluye una breve historia de la batalla con texto en inglés y francés. El monolito de cuatro toneladas de granito bon accord, el mismo que se usó en la base del Memorial de Guerra del Cuerpo de Marines, procedía de Karlshamn, Suecia. Junto con el marine de siete pies de altura con bayoneta, admirado por los veteranos franceses presentes en su inauguración como «muy poderoso y contundente... encarnando completamente el espíritu de los marines», y la placa que lo acompaña, el monumento pesa alrededor de 9000 libras (4082,3 kg).
La batalla fue la más sangrienta de la historia del Cuerpo de Marines de los Estados Unidos hasta ese momento y los regimientos 5.º y 6.º recibieron el Fourragère francés y la Cruz de guerra. Después de la guerra, como se indica en la placa, el gobierno francés cambió el nombre del bosque a «Bois de la Brigade de Marine» (bosque de la Brigada de Marines, en español). Oficiando en la ceremonia de inauguración del monumento estuvo el entonces comandante del Cuerpo de Marines, General Lemuel C. Shepherd, Jr., quien había luchado y resultó herido en el bosque de Belleau 37 años antes. También asistieron otros tres oficiales generales del Cuerpo de Marines que también habían luchado en el bosque de Belleau. Juntos, los cuatro generales, Shepherd, William A. Worton, Gerald C. Thomas y Alfred H. Noble, crearon una reunión única de marines de alto rango en Europa.

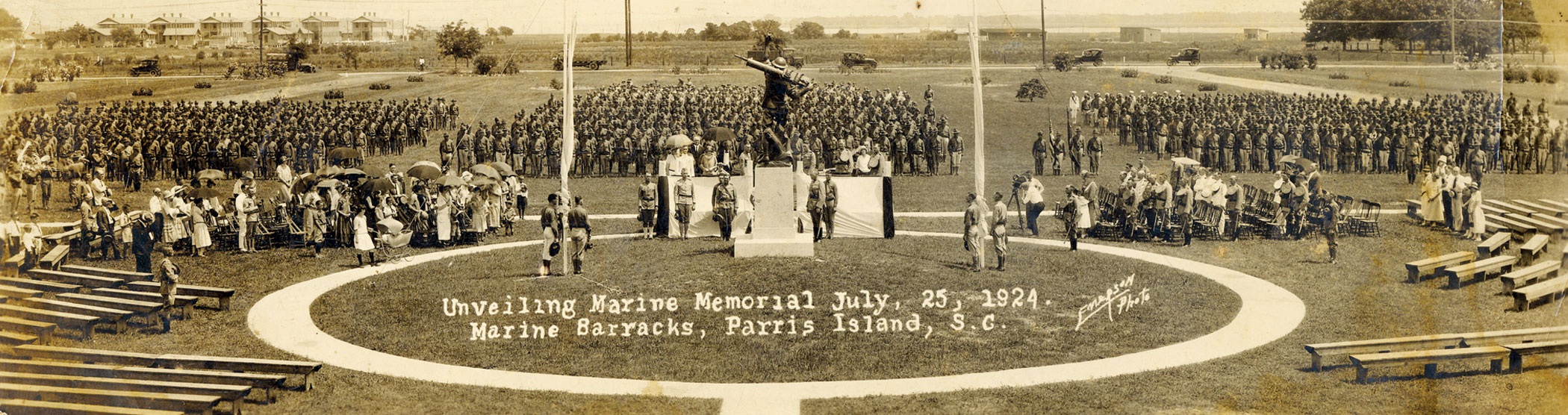
Ceremonia de inauguración del Iron Mike de Parris Island en 1924.

## Parris Island, Carolina del Sur

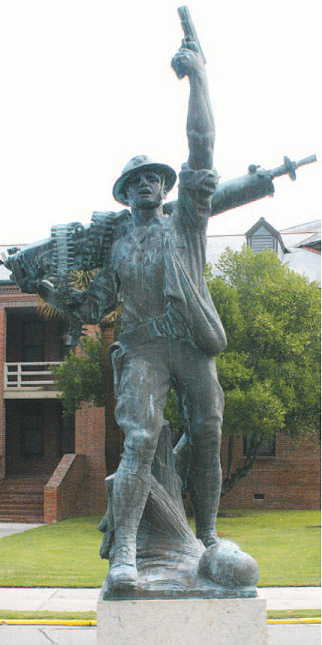
Iron Mike de Parris Island, Carolina del Sur, después de su reubicación.

El Iron Mike de la estación de Reclutamiento del Cuerpo de Marines de Parris Island aparece representado con una ametralladora Maxim sobre su hombro derecho y una pistola M1911 en su mano izquierda levantada, creada como un monumento a todos los graduados de Parris Island que murieron durante la Primera Guerra Mundial.
La estatua en sí es aproximadamente de tamaño natural, con una altura de unos 8 pies (2,4 m) de alto desde el talón de su bota hasta la boca de su pistola, y está montada en una base de granito de 5 pies (1,5 m) de altura. Fue creada por Robert Ingersoll Aitken, el escultor del frontón del edificio de la Corte Suprema de los Estados Unidos, y fundida en bronce. Oficialmente titulada Monumento a los Marines de Estados Unidos, este Iron Mike fue erigido en 1924 en una ceremonia inaugural presidida por el comandante John A. Lejeune. Debido a los cambios y la construcción alrededor de Parris Island, Iron Mike fue reubicado en 1941 y ahora se encuentra frente a la sede de Parris Island y el cuartel del batallón de servicio.
La placa de bronce instalada en la base dice: «En memoria de los hombres de Parris Island que dieron su vida en la Guerra Mundial, erigida por sus camaradas».

## Fuerte Bragg, Carolina del Norte

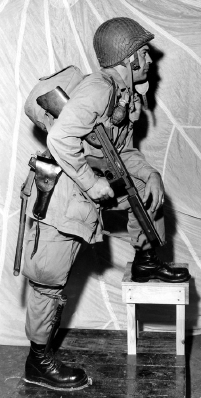
Sargento mayor Runyon posando para el escultor.

The Airborne Trooper (El soldado aerotransportado, en español) de Fort Bragg es la estatua de Iron Mike más nueva. Conocido como el «Hogar de los Aerotransportados», Fort Bragg alberga la 82.ª División Aerotransportada, así como al XVIII Cuerpo Aerotransportado. Esculpida por Leah Hiebert en 1960 y 1961, utilizando al sargento mayor James Runyon como modelo, la estatua representa a un soldado aerotransportado de la era de la Segunda Guerra Mundial con una ametralladora Thompson lista. Según el excomandante del XVIII Cuerpo Aerotransportado, el teniente general Robert F. Sink, la estatua no lleva el nombre de ningún hombre o unidad, sino que está dedicada a todos los paracaidistas, pasados, presentes y futuros. Omar Bradley, Matthew Ridgway, Anthony McAuliffe, Maxwell Taylor, Thomas Trapnell y William Westmoreland estuvieron entre los quince generales que asistieron a la ceremonia de inauguración. Instalado originalmente en la entrada sur de Bragg Boulevard, The Airborne Trooper se trasladó a la rotonda frente a la sede del correo en 1979 para evitar el vandalismo y aumentar la visibilidad (35°08′54″N 78°59′27″O / 35.14820, -78.99095).
El Iron Mike original de Fort Bragg tenía 16 pies 4 pulgadas (5 m) alto desde el talón de la bota hasta la parte superior de su casco y pesaba 3235 libras (1467,4 kg). La estatua original estaba hecha de tiras de poliéster sumergidas en resina epoxi y estiradas sobre un marco de acero. Debido al deterioro, fue reemplazado en 2005 por una versión de bronce. El original fue restaurado y trasladado al Museo de Operaciones Especiales y Aerotransportadas en Fayetteville, Carolina del Norte (35°03′24″N 78°53′08″O / 35.05655, -78.88551), el 14 de junio de 2010.
Se creó un modelo digital del original y se usó como guía para la nueva versión con el fin de garantizar una reproducción fiel del diseño de Hiebert. El 23 de septiembre de 2005 se llevó a cabo una ceremonia para inaugurar la nueva versión.
El presidente George W. Bush habló frente a la estatua el 4 de julio de 2006.

### Réplica de La Fiere
Una réplica de The Airborne Trooper se encuentra sobre el puente en La Fiere en Normandía, donde del 6 al 9 de junio de 1944, los miembros del 505.° Regimiento de Infantería Paracaidista y el 325.° Regimiento de Infantería de Planeadores, ambos elementos de la 82.° División Aerotransportada, libraron una feroz batalla contra repetidos ataques alemanes. El pequeño puente de piedra sobre el río Merderet era un punto clave para los alemanes para detener el desembarco estadounidense en la playa de Utah, mientras que al mismo tiempo era clave para los estadounidenses para que pudieran expandir su cabeza de playa en Normandía. En el transcurso de la batalla, los alemanes atacaron a los estadounidenses ligeramente tanto con infantería como con blindados, pero nunca pudieron cruzar el puente. El monumento fue inaugurado el 7 de junio de 1997.

## Universidad de Minnesota, Twin Cities

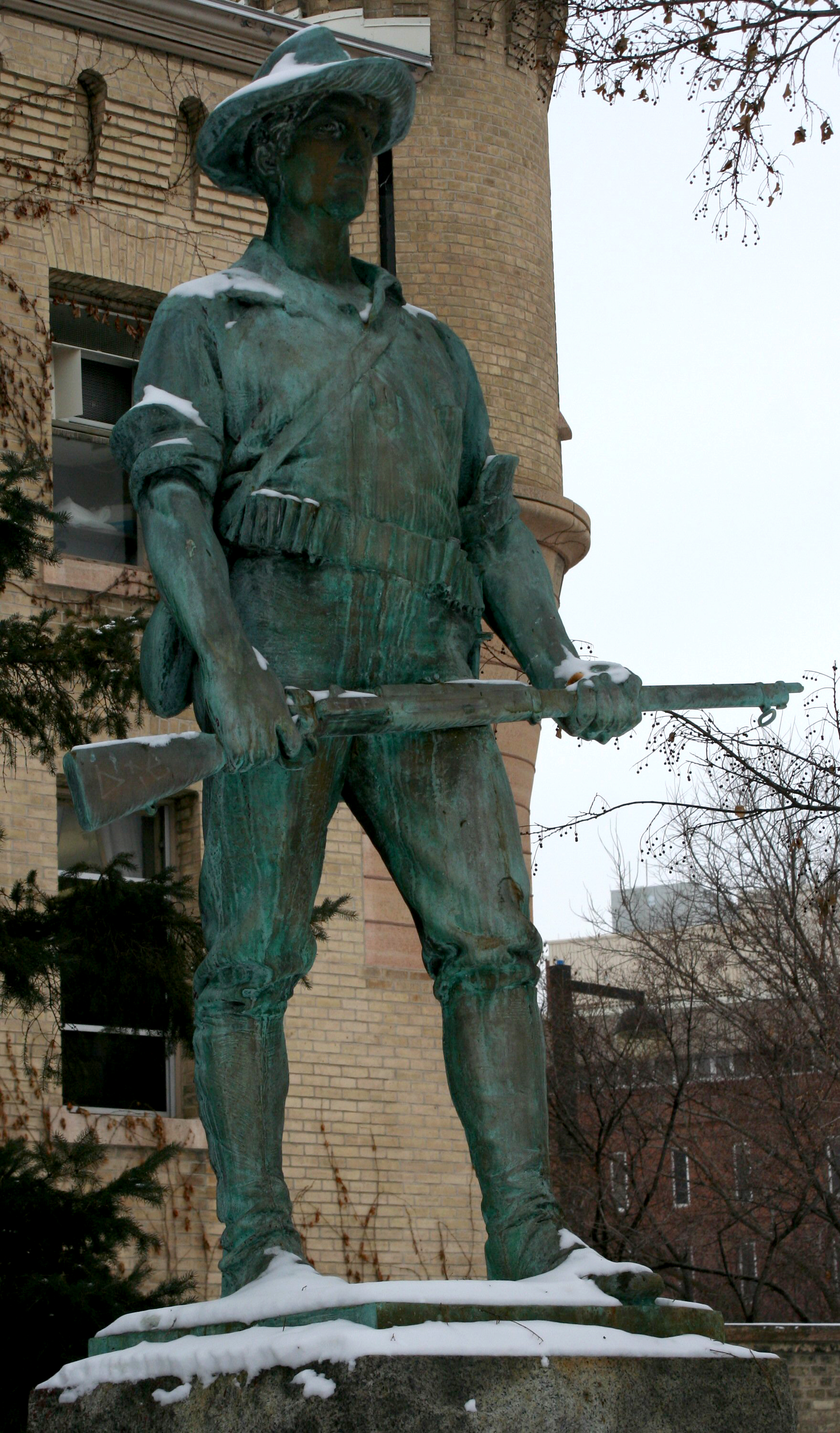
The Hiker en el campus de la Universidad de Minesota en Mineápolis.

El campus de Twin Cities de la Universidad de Minnesota también tiene una estatua conocida como Iron Mike. Diseñada por Theo Alice Ruggles Kitson e instalada en 1906, la estatua se encuentra frente a la armería,en el número 15 de Church Street. También conocido como el «Monumento al Soldado Estudiantil», este Iron Mike es un monumento a los exalumnos que sirvieron en la guerra hispano-estadounidense. La estatua mide 9 pies (2,7 m) de altura y se sitúa sobre una peana de 6 pies (1,8 m) de alto, representando a un soldado vestido con uniforme de época, con gorro de campaña y un fusil Krag-Jørgensen.
El nombre real de la escultura es The Hiker (El caminante o El excursionista, en español). Existen todavía treinta y nueve copias de The Hiker repartidas por los Estados Unidos desde Deering Oaks Park en Portland, Maine, hasta Capitol Park en Sacramento, California. El Iron Mike de la Universidad de Minnesota es uno de los hikers más antiguos de los Estados Unidos, posiblemente rivalizando con otro ubicado en Allentown, Pensilvania.

## Otros
Hay muchas otras estatuas similares en los Estados Unidos, la mayoría de ellas monumentos de la Primera Guerra Mundial. La más conocida es una escultura de Ernest Moore Viquesney titulada Spirit of the American Doughboy (El espíritu del Doughboy americano, en español). Si bien el diseño original de la estatua en sí nunca recibió el apodo de «Iron Mike», los residentes de algunos de los lugares en los que se pueden encontrar las copias se refieren a sus monumentos locales como tales.
El Centro de Infantería del Ejército de Estados Unidos en Fort Benning tiene un monumento de la Segunda Guerra Mundial titulado Follow Me (Sígueme, en español) A menudo se le conoce erróneamente como «Iron Mike».
Fort Lewis, en Washington, alberga una estatua titulada The Infantryman (El soldado de infantería, en español) a la que a menudo se hace referencia como «Iron Mike». Ubicada en la avenida Tacoma Avenue y la carretera de la 41.ª División (desde 1992), y ambientada con el Monte Rainier de fondo, la estatua de 18 pies (5,5 m) de altura se erigió en 1964 para conmemorar a los soldados de la 4.ª División de Infantería. Su diseño, un soldado de infantería estadounidense de principios de la era de Vietnam equipado con el rifle M14, se inspiró en el Iron Mike en Fort Bragg y está hecho de la misma fibra de vidrio sobre hierro que aquel original. A pesar de una historia centrada en el entrenamiento de la infantería, fue el primer monumento en Fort Lewis dedicado al soldado de infantería.
En 1935, el Spirit of the CCC (Espíritu del CCC, en español), más tarde apodado «Iron Mike», fue la primera estatua importante en honor al Cuerpo Civil de Conservación. Diseñada por el escultor delProyecto de Arte Federal de la Administración de Progreso de Obras, John Palo-Kangas, la estatua era típica del estilo art-deco de ese período. Inaugurada por el presidente Franklin D. Roosevelt en la Compañía CCC 1917 en Griffith Park, en Los Ángeles, la estatua original ha desaparecido, pero fue reemplazada en 1993 con una reproducción de bronce esculpida por Jim Brothers.
La Base Logísitca del Cuerpo de Marines Barstow tiene una cresta que se usa durante el entrenamiento que recibe el sobrenombre de «Iron Mike» debido a la pendiente del terreno y la determinación que se necesita para correr sin detenerse. Otra pista de carreras en la Base del Cuerpo de Marines Camp Pendleton, Camp Horno, también tiene ese nombre.